# Maria de França, Duquesa de Bar
Maria de França (em francês:  Marie de France; Saint-Germain-en-Laye, 18 de setembro de 1344 — Bar-le-Duc, 15 de outubro de 1404) foi uma princesa de França por nascimento e duquesa consorte de Bar, e marquesa de Pont-à-Mousson pelo seu casamento com Roberto I de Bar.

## Família
Maria foi a quarta filha e oitava criança nascida do rei João II de França e de sua primeira esposa, Bona de Luxemburgo. Seus avós paternos eram Filipe VI de França, chamado "o Afortunado", e Joana de Borgonha, conhecida como "a Coxa". Seus avós maternos eram João da Boêmia e Isabel da Boêmia.

## Biografia
A obra Chronique des règnes de Jean II et de Charles V registra que Maria esteve presente na coroação do seu irmão, o rei Carlos V de França, em 19 de maio de 1364, na Catedral de Notre-Dame de Reims.
A princesa Maria e o duque Roberto ficaram noivos a partir de contrato de casamento assinado em 4 de junho de 1364, em Bar-le-Duc. Eles se casaram em 1 de dezembro daquele ano, tendo ambos 20 anos de idade. Ele era filho do conde Henrique IV de Bar e de Iolanda de Dampierre.
O casal teve onze filhos, seis meninos e cinco meninas.
A duquesa tinha uma biblioteca extensa, com livros sobre variados tópicos. Ela costumava ler romances e poetas, além de obras sobre História e teologia.
O autor francês Jean d'Arras dedicou-lhe o O Romance de Melusina, escrito a pedido do irmão de Maria, João de Berry, expressando esperança de que ajudaria na educação política de seus filhos. Além disso, ele baseou dois de seus personagens na filha mais velha da duquesa, a rainha Iolanda, e no seu marido, o rei João I de Aragão.
A princesa faleceu em 15 de outubro de 1404, aos 60 anos de idade. Ela foi enterrada na Igreja de Sainte-Mesme, em Bar-le-Duc, fundada por seu marido, atualmente chamada de Igreja de Santo Antônio.

## Descendência
- Iolanda de Bar (1364 - 13 de agosto de 1431), foi a segunda esposa do rei João I de Aragão, com quem teve oito filhos;
- Henrique de Bar (1367 - novembro de 1398), senhor de Marle e marquês de Pont-à-Mousson. Foi marido de Maria de Coucy, condessa de Soissons, com quem teve dois filhos;
- Filipe de Bar (m. antes de 1404), lutou na Batalha de Nicópolis, e morreu numa prisão na Turquia. Foi marido de Iolanda de Enghien, mas não teve filhos;
- Carlos de Bar (m. 1392/93), senhor de Nogent-le-Rotrou, em 1391. Não se casou e nem teve filhos;
- Maria de Bar (março de 1374 - antes de 1393), foi a primeira esposa do marquês Guilherme II de Namur. Sem descendência;
- Eduardo III de Bar (m. 25 de outubro de 1415), senhor de Cassel e sucessor do pai. Foi noivo da infanta Branca de Navarra, mas não se casou. Foi morto na Batalha de Azincourt. Teve uma filha ilegítima com Jeanne Lebel, chamada Bona, e mais dois filhos com uma amante desconhecida;
- Luís de Bar (m. 23 de junho 1430), foi bispo de Porto e de Châlons, e depois sucessor do irmão. Não se casou e nem teve filhos. Apontou como seus sucessor o sobrinho-neto, Renato de Anjou;
- Iolanda de Bar (m. 10 de janeiro de 1421), foi a primeira esposa do duque Adolfo de Jülich-Berg, com quem teve um filho;
- João de Bar (m. 25 de outubro de 1415), senhor de Puisaye, foi tenente-general e governador de Bar, em 1411. Foi morto na Batalha de Azincourt. Não se casou e nem teve filhos;
- Bona de Bar (m. após 20 de novembro de 1400 ou 1436), foi a segunda esposa do conde Valerano III de Ligny e Saint-Pol. Sem descendência;
- Joana de Bar (m. 15 de janeiro de 1402), foi a segunda esposa do marquês Teodoro II de Monferrato, com quem teve dois filhos, inclusive Sofia de Monferrato, esposa do imperador João VIII Paleólogo.